# Projeto Mogul
O Projeto Mogul foi um projeto ultra-secreto do governo dos Estados Unidos criado pelos doutores Maurice Ewing, da Universidade de Columbia, e Woods Hole, da Instituição Oceanográfica, que utilizava balões gigantes de grande altitude para detectar possíveis explosões nucleares soviéticas. Os balões também foram utilizados para experimentos com raios cósmicos. O projeto foi realizado de 1947 até o início de 1949. Era uma parte sigilosa de um projeto não sigiloso conduzido por pesquisadores atmosféricos da New York University (NYU).

## História
Os balões foram lançados em junho e julho de 1947 do Campo Aéreo do Exército, em Alamagodo, no Novo México. Os objetivos do Projeto Mogul eram três: incluir um microfone expansível, capaz de detectar, a grande distância, transmissões de baixa freqüência geradas por explosões ou mísseis; telemetrar esses sons para uma base no solo e para um receptor no céu e criar um sistema para elevar os microfones e aparelhos de telemetria para a atmosfera, por um período mais longo. O projeto teve um sucesso moderado, mas foi considerado caro e acabou ficando ultrapassado com a invenção dos sismógrafos, mais baratos e fáceis de operar.

### O Projeto Mogul e o caso Roswell
De acordo com a Força Aérea dos EUA,  o balão número 4, lançado em 4 de junho de 1947, foi o objeto que caiu no rancho do fazendeiro Mack Brazel e teria sido confundido com restos de um disco voador, desencadeando a série de acontecimentos do Caso Roswell.

### Programas subsequentes
O Projeto Mogul foi o precursor do programa do balão Skyhook, que começou no final dos anos 1940, bem como dois outros programas de espionagem envolvendo sobrevôos e vigilância fotográfica da União Soviética em meados da década de 1950, o Projeto Moby Dick e o Projeto Genetrix. O sobrevoo do balão espião gerou tempestades de protesto dos soviéticos. Os balões de altitude constante também foram usados para fins científicos, como experimentos de raios cósmicos.